# Comité Olímpico de Ghana
El Comité Olímpico de Ghana (COG), conocido formalmente como Comité de los Juegos Olímpicos de la Costa de Oro, se estableció en 1951 y fue reconocido el año siguiente por el Comité Olímpico Internacional. El Comité Olímpico de Ghana se comprometió a desarrollar, organizar y proteger el Olimpismo o el Movimiento Olímpico en todo el país. Y desde que participó en los Juegos Olímpicos de verano en 1952 y en los Juegos de la Mancomunidad en 1954, durante el período de la Costa de Oro, la organización ha mantenido la promoción de los ideales de ambos Juegos, con respecto a las ordenanzas establecidas por la Carta Olímpica así como la constitución de la Commonwealth Games Federation (CGF).

## Comité ejecutivo
- Presidente: Ben Nunoo Mensah
- Vicepresidentes: Paul Atchoe, Yeboah Evans, Nii Adote Alboroto Barima I
- Secretario General: Richard Akpokavie
- Secretario General de diputado: Richmond Quarcoo
- Tesorero: Frederick Lartey Otu
- Tesorero de ayudante: Theophilus Wilson Edzie
- Miembros: Herbert Mensah, Emmanuel Nikoi, Leanier Afiyea-Obo Addy, Albert Frimpong, Isaac Duah, Joseph Kweku Ogah, Melvin Brown, George Owusu Ansaah, Mawuko Afadzinu, Jerry Ahmed Shaib